# Ailerano
Ailerano il Sapiente (... – 29 dicembre 664 o 665) fu abate del monastero irlandese di Clonard ed uno dei dottori più rappresentativi dell'Irlanda nel VII secolo.
Fu autore di una Interpretatio mystica progenitorum Christi, di alcuni vite di santi (San Patrizio e altri) e forse del carme Canon Evangeliorum, falsamente attribuito ad Alcuino.